# Rosmah Mansor

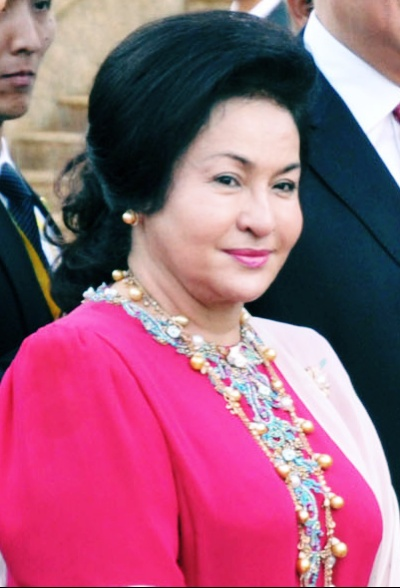
Rosmah Mansor

Rosmah Mansor (sinh ngày 10 tháng 12 năm 1951 tại Kuala Pilah, Negeri Sembilan) là vợ thứ hai của cựu Thủ tướng Malaysia, Najib Razak. Giống như chồng mình, bà cũng bị liên quan đến vụ bê bối 1Malaysia Development Berhad (1MDB). Vào ngày 1 tháng 9 năm 2022, bà bị tuyên bố có tội tham nhũng liên quan đến dự án điện cho một trường học, bị phạt 303 triệu đô la và bị kết án 10 năm tù.